# 제이슨 아쿠나
제이슨 아쿠나(Jason Acuña, 1973년 5월 16일 ~ )는 미국의 배우이다. MTV 리얼리티 방송 《잭애스》 일원이며, 2002년 11월부터 2003년 11월까지 방영된 폭스 스포츠 네트웍스의 스케이트보드 프로그램 《54321》에서 사회를 보았다. 연골무형성증을 앓고 있다.

## 출연 작품

### 영화
- The Same (2001)
- 잭애스 (2002) - 본인
  - 잭애스 2 (2006)
  - 잭애스 3D (2010)
  - 잭애스 3.5 (2011)
  - 잭애스 포에버 (2022)
- Zéro un (2003)
- Grind (2003)
- National Lampoon's TV: The Movie (2006)
- The Man Who Souled the World (2007) - 다큐멘터리 해설
- 비헤이빙 배들리 (2014)

### 텔레비전
- 잭애스 (2000-01) - 본인
  - 와일드보이즈 (2004-06)
- 54321 (2002-03) - 사회자
- 댄싱 위드 더 스타 (2009) - 관객